# Rue de Bitche (Nantes)
Pour les articles homonymes, voir Rue de Bitche.
La rue de Bitche est une voie de Nantes, en France.

## Situation et accès
Située dans le centre-ville de Nantes, la rue de Bitche, constituée de deux segments perpendiculaires l'un par rapport à l'autre, relie le quai Magellan au quai Ferdinand-Favre, est bitumée et ouverte à la circulation automobile. Elle ne rencontre aucune autre voie.

## Origine du nom
Son nom, attribué en souvenir de la défense de la ville de Bitche durant la guerre de 1870.

## Historique
Cette voie est ouverte en 1900-1901.